# André Bertera
 (juin 2018).
André Bertera, né à Marnes-la-Coquette le 24 juin 1853 et mort à Paris le 19 juin 1913, est un romancier français.
Il a publié plusieurs romans principalement sous le pseudonyme de Alain Bauquenne.

## Biographie
Paul André Bertera est né le 24 juin 1853 à Marnes-la-Coquette de Pierre Sidney Bertera, avocat et de Claire Clémence Lemarchand. Il épouse Marguerite Jacquot le 21 juillet 1875 à Paris. De ce mariage il n’a qu’une fille, Suzanne en 1876, qui épousera en 1897, le comte Antoine de la Forest Divonne. Il meurt le 19 juin 1913 à son domicile parisien.
Peu de choses sont connues de sa vie. Il n’écrit qu’un livre sous son propre nom, L’Amoureuse de maitre Wilhelm en 1880 chez Ollendorff. Il rédige également au moins une publication dans la revue politique et littéraire, intitulée : Rosario, journal d'un archiviste en mission.

### Alain Bauquenne
À la suite de ce premier roman, André Bertera en publie six autres, toujours chez Ollendorf. Ces romans seront en revanche écrits sous son pseudonyme d'Alain Bauquenne,.
Il écrit également, sous ce même pseudonyme, quelques lignes intitulées L'Œuvre des unions chrétiennes pour le concours du Figaro, lignes qui seront publiées le 20 décembre 1881. Elles semblent être le premier écrit d’André Bertera avec le pseudonyme Alain Bauquenne.

### Bertara et Mirbeau
Otto Lorenz dans son Catalogue de la librairie française de 1885 écrit qu'Alain Bauquenne est le pseudonyme d’André Bertera mais également celui de M……  
La lettre M est suivie de 6 petits points, comme Mirbeau.
Le Dictionnaire Octave Mirbeau précise que, tant par le style que par les thèmes abordés, ces romans sont dans un pur style Mirbeau.
Nous[Qui ?] n'avons en revanche aucune information sur le contrat de négritude ayant lié les deux personnages. Nous ne savons donc pas précisément quelle a été la contribution d’Octave Mirbeau mais tout porte à penser qu’elle fut relativement importante. Certains romans ont même été probablement intégralement écrits par Mirbeau (Ménages parisiens en 1883, Noces Parisiennes en 1883 et également Amours cocasses en 1885)[réf. souhaitée].

## Œuvres
- 1880 - L’Amoureuse de Maitre Wilhelm (A. Bertera)[5]
- 1882 - L’écuyère (A. Bauquenne)
- 1883 - Ménages parisiens (A. Bauquenne)
- 1883 - Noces parisiennes (A. Bauquenne)
- 1884 - La maréchale, mœurs parisiennes - préface d'Alphonse Daudet (A. Bauquenne)
- 1884 - La belle Madame de Vassart (A. Bauquenne)[6]
- 1885 - Amours cocasses (A. Bauquenne)